# Acacia olivensana
Acacia olivensana är en ärtväxtart som beskrevs av Gwilym Peter Lewis. Acacia olivensana ingår i släktet akacior, och familjen ärtväxter. Inga underarter finns listade i Catalogue of Life.